# Селім III Ґерай
Селім III Ґерай (крим. III Selim Geray, ٣ سليم كراى‎; 1713—1786) — кримський хан у 1764–1767 і 1771 р.р. з династії Ґераїв. Син Фетіха II Ґерая, онук Девлета II Ґерая, праонук Селіма I Ґерая. За Арслана Ґерая займав пост калги.

## Біографія
На час правління Селіма III Ґерая випали значні зміни в житті Кримського ханства.
Селім III Ґерай переконував султана в необхідності укладення миру з Австрією для спільного протистояння Росії, але незабаром був позбавлений ханського звання.
До повторного його повернення на престол Османської імперії вже вступила у війну з Росією і виявилася нездатною захистити свої володіння в Північному Причорномор'ї. Місцеві ногайці вийшли з покори Кримському ханстві і Османській імперії і підпорядкувались Росії. Пропозиція вийти з османського вассалитету поступила з Петербургу і  Кримському ханству. Селім III відмовив росіянам і припинив переговори із цього приводу, тоді на півострів у 1771 р. вторглася армія Долгорукова. Серед кримських беїв і навіть серед ханської рідні до цього моменту вже виникла проросійська партія, і це, разом з невдалим ханським командуванням обороною, призвело до того, що ворог за мінімальний термін окупував країну.
Бейські збори підписали союз з Росією і вирішили відтепер обирати хана самостійно, що означало вихід країни з-під османського верховенства і встановлення незалежності ханства. Селім III Ґерай спочатку підкорявся думці беїв, сподіваючись на зміну ситуації, але незабаром, усвідомивши своє безсилля змінити що-небудь, зрікся престолу і виїхав до Османської імперії.